# شهرستان لی‌شو
شهرستان لی‌شو (به چینی: 梨树县) یک شهرستان در استان جی‌لین چین است که در تابعیت شهر سی‌پینگ قرار دارد.
شهرستان لی‌شو ۳٬۵۴۱٫۷۲ کیلومتر مربع مساحت و ۵۳۷٬۱۴۵ نفر جمعیت دارد و ۱۷۱ متر بالاتر از سطح دریا واقع شده‌است.

## تقسیمات اداری
شهرستان لی‌شو به ۳ ناحیه، ۱۲ شهرک و ۶ قصبه تابعه تقسیم شده است. دو «میدان» هم‌سطح قصبه نیز تابع این شهرستان می‌باشند.
- ناحیه فوچیانگ (富强街道، Fùqiáng jiēdào)
- ناحیه کانگ‌پینگ (康平街道، Kāngpíng jiēdào)
- ناحیه هووجیادیان (霍家店街道، Huòjiādiàn jiēdào)

- شهرک تسای‌جیا(蔡家镇، Càijiā zhèn)
- شهرک دونگ‌هه (东河镇، Dōnghé zhèn)
- شهرک شن‌یانگ (沈洋镇، Shěnyáng zhèn)
- شهرک شیاوچنگ‌زی (小城子镇، Xiǎochéngzǐ zhèn)
- شهرک شیاوکوان (小宽镇، Xiǎokuān zhèn)
- شهرک گوجیازی (孤家子镇، Gūjiāzǐ zhèn)
- شهرک لامادیان (喇嘛甸镇، Lǎmadiàn zhèn)
- شهرک لی‌شو (梨树镇، Líshù zhèn)
- شهرک لین‌های (林海镇، Línhǎi zhèn)
- شهرک لیوجیاگوان‌زی (刘家馆子镇، Liújiāguǎnzǐ zhèn)
- شهرک وان‌فا (万发镇، Wànfā zhèn)
- شهرک یوشوتای (榆树台镇، Yúshùtái zhèn)

- قصبه بای‌شان (白山乡، Báishān xiāng)
- قصبه جین‌شان (金山乡، Jīnshān xiāng)
- قصبه چوان‌یان‌لینگ (泉眼岭乡، Quányǎnlǐng xiāng)
- قصبه سی‌که‌شو (四棵树乡، Sìkēshù xiāng)
- قصبه شنگ‌لی (胜利乡، Shènglì xiāng)
- قصبه شوانگ‌هه (双河乡، Shuānghé xiāng)

- منطقه تولیدی میدان تولید بذر (良种场生产区، Liángzhǒng chǎng shēngchǎn qū)
- میدان زراعتی درخت گلابی دولتی (国营梨树农场، Guóyíng líshù nóngchǎng)